# Beatrix Schuba
Beatrix Schuba detta Trixi (Vienna, 15 aprile 1951) è un'ex pattinatrice artistica su ghiaccio e dirigente sportiva austriaca, vincitrice di due titoli mondiali, due titoli europei e della medaglia d'oro olimpica nel singolo donne alle Olimpiadi invernali del 1972.

## Biografia
Nel 1968, non ancora diciassettenne, vinse la medaglia di bronzo ai campionati europei di pattinaggio di figura, e si classificò quinta alle Olimpiadi di Grenoble. L'anno dopo confermò il terzo posto agli europei, ma migliorò il piazzamento ai campionati mondiali dove arrivò seconda. Nel 1970 vinse l'argento sia agli europei sia ai mondiali dietro alla tedesca orientale Gabriele Seyfert.
I suoi due anni migliori furono il 1971 e il 1972. Vinse per due edizioni consecutive sia il titolo europeo sia quello mondiale, nonché la medaglia d'oro alle Olimpiadi di Sapporo.
Ritiratasi dalla competizioni al termine della stagione 1972, è rimasta attiva nel mondo del pattinaggio di figura. Attualmente è la presidentessa della Österreichischer Eiskunstlauf Verband, la federazione austriaca del pattinaggio di figura.

## Palmarès
| Internazionali            | Internazionali | Internazionali | Internazionali | Internazionali | Internazionali | Internazionali |
| Evento                    | 1967           | 1968           | 1969           | 1970           | 1971           | 1972           |
| ------------------------- | -------------- | -------------- | -------------- | -------------- | -------------- | -------------- |
| Giochi olimpici invernali |                | 5°             |                |                |                | 1°             |
| Campionati mondiali       | 9°             | 4°             | 2°             | 2°             | 1°             | 1°             |
| Campionati europei        | 5°             | 3°             | 3°             | 2°             | 1°             | 1°             |
| Richmond Trophy           |                | 2°             |                |                |                |                |
| Nazionali                 |                |                |                |                |                |                |
| Campionati austriaci      | 1°             | 1°             | 1°             | 1°             | 1°             | 1°             |